# Spinone Italiano
Der Spinone ist eine von der FCI anerkannte italienische Hunderasse (FCI-Gruppe 7, Sektion 1.3, Standard Nr. 165).

## Herkunft und Geschichtliches

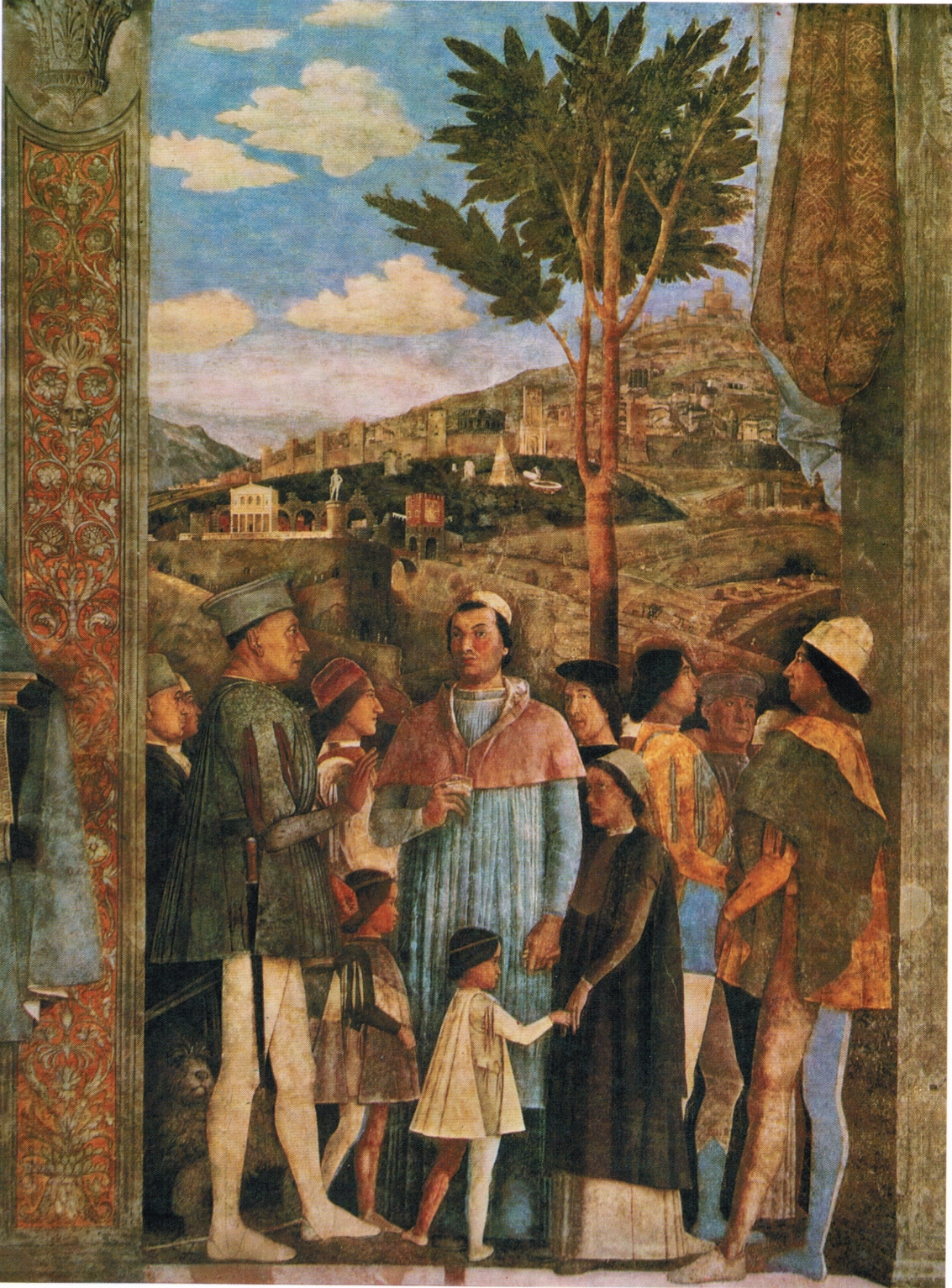
Die Rückkehr der Kardinals Gonzaga (1450) von Andrea Mantegna

Es wird vermutet, dass die Rasse im italienischen Piemont ihren Ursprung hat. Man geht davon aus, dass es sich um einen der ältesten Vorstehhunde handelt. So ist dieser Hundetyp auf dem Fresko von Andrea Mantegna Die Rückkehr der Kardinals Gonzaga (1450) und auf einem Gemälde von Annibale Carracci (1560 bis 1609) zu finden. Jacques Espée de Selincourt schreibt 1683 in seinem Buch Le Parfait Chasseur (Der perfekte Jäger), dass die besten Griffons aus Italien und Piemont kommen und nimmt dabei Bezug auf den Spinone. Gerade weil es sich um eine alte Rasse handelt, sind die Ursprünge unklar und es gibt verschiedene Theorien, die weit auseinander liegen. Tale, ein Kynologe aus dem 16. Jh., vermutet die Herkunft des Spinone in der Verbindung von russischen Griffons mit dem Bracco Italiano. Eine andere Theorie vermutet die Herkunft bei einem inzwischen ausgestorbenen spanischen Vorstehhund.
Während des Zweiten Weltkriegs starb der Spinone fast aus. Dabei spielte auch die Tatsache eine Rolle, dass viele italienische Jäger begannen, mit anderen Vorstehhunden zu jagen, die aus dem Ausland kamen wie Setter, Pointer oder Deutsch Drahthaar. Im Gegenzug wurde der Spinone auch in andere Länder exportiert, so dass sich die Zuchtpopulation inzwischen erholt hat.

## Beschreibung

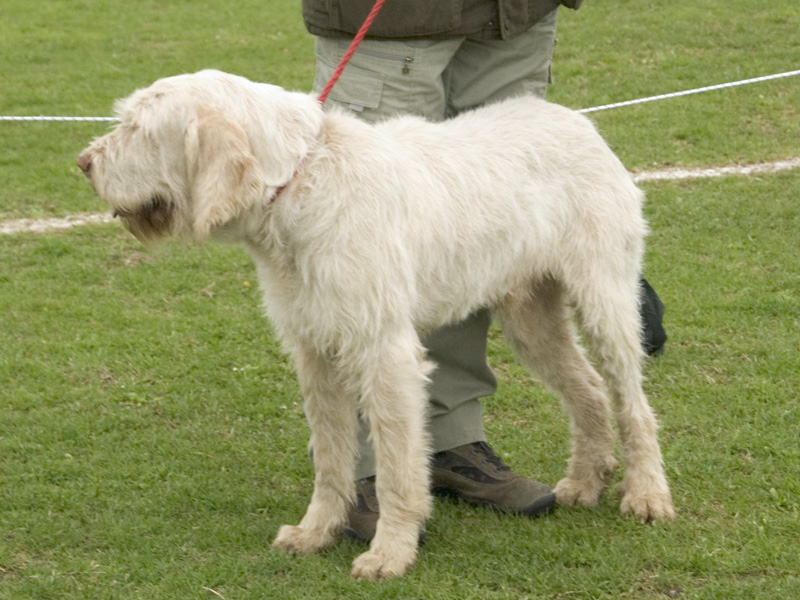
Weißer Spinone Italiano

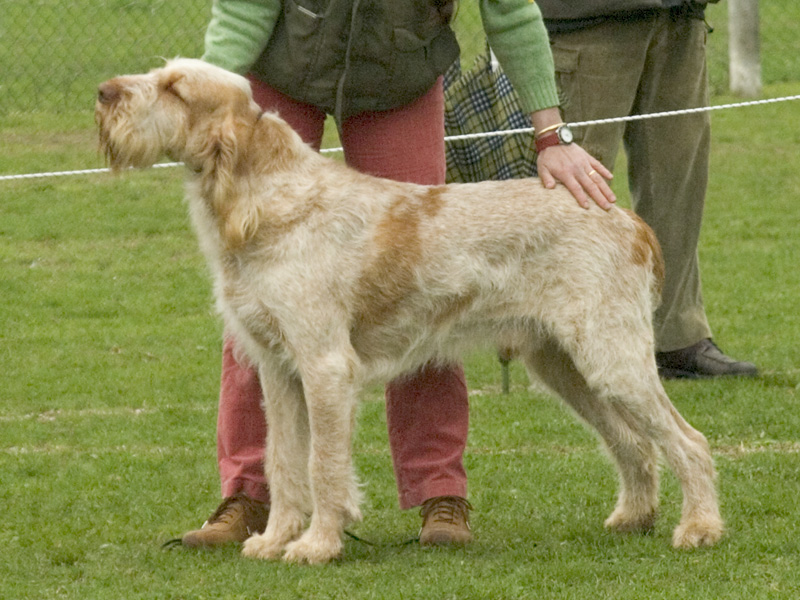
Orangeschimmel mit orangen Platten

Es kommen folgende Farbvarianten vor: gänzlich weiß, weiß mit orangefarbenen Platten, weiß-orange geschimmelt, weiß-orange geschimmelt mit orangefarbenen Platten, Braunschimmel, Braunschimmel mit braunen Platten und weiß mit braunen Platten.
Das Haar ist rau, 4–6 cm lang, am Körper dicht anliegend, am Kopf und den Ohren, die bei Jagdhunden Behänge genannt werden, kürzer. Der Spinone hat starke Knochen und ausgeprägte Muskulatur. Seine langen Behänge und der lange Bart verleihen ihm einen rassetypischen, ernsten Ausdruck. Die Augen sind je nach Fellfarbe ocker bis bernsteinfarben.
Der Körperbau ist quadratisch und geeignet für die bevorzugte Gangart des Spinone – den Trab.

## Verwendung
Der Spinone ist ein hervorragender Jagdhund, mit einem sehr guten Geruchssinn. Die Suche, das Vorstehen und das Apportieren von Wild sind seine Haupteinsatzgebiete. Er ist wetterfest, ein guter Schwimmer und kann in jedem Gelände eingesetzt werden. Sein gutmütiges Wesen macht ihn auch zum beliebten Begleithund. Wegen seiner guten Nase wird er auch für das Mantrailing eingesetzt.